# Norma Stitz
Annie Hawkins-Turner, mais conhecida pelo nome artístico de Norma Stitz, é uma empreendedora de sites e modelo fetichista. Seu pseudônimo é um jogo de palavras sobre "peitos enormes". Ela detém o Recorde Mundial do Guinness para os maiores seios naturais.

## Carreira
De acordo com Stitz, ela ganhou um concurso de layout para a seção amadora da revista Juggs aos 37 anos, após o qual começou a trabalhar na indústria de entretenimento adulto. Em 15 de julho de 2012, Hawkins-Turner apareceu na série de televisão Strange Sex da TLC. Ela também apareceu no The Jenny Jones Show. Como Norma Stitz, ela fez aproximadamente 250 filmes de pornografia softcore. Ela se descreve como uma "modelo de fantasia", acrescentando: "Sem hardcore, isso significa sem sexo." Seu vídeo "The Amazing Norma Stitz" foi resenhado no Adult Video News.

## Prêmios
Hall da fama 2018

## Honras e reconhecimento
Em 2016, a imagem de Hawkins-Turner foi incluída em um museu de cera recém-inaugurado em Ha Long, Vietnã.